# Eusphaeropeltis boucomonti
Eusphaeropeltis boucomonti är en skalbaggsart som beskrevs av Renaud Maurice Adrien Paulian 1978. Eusphaeropeltis boucomonti ingår i släktet Eusphaeropeltis och familjen Hybosoridae. Inga underarter finns listade i Catalogue of Life.